# Seiko Astron

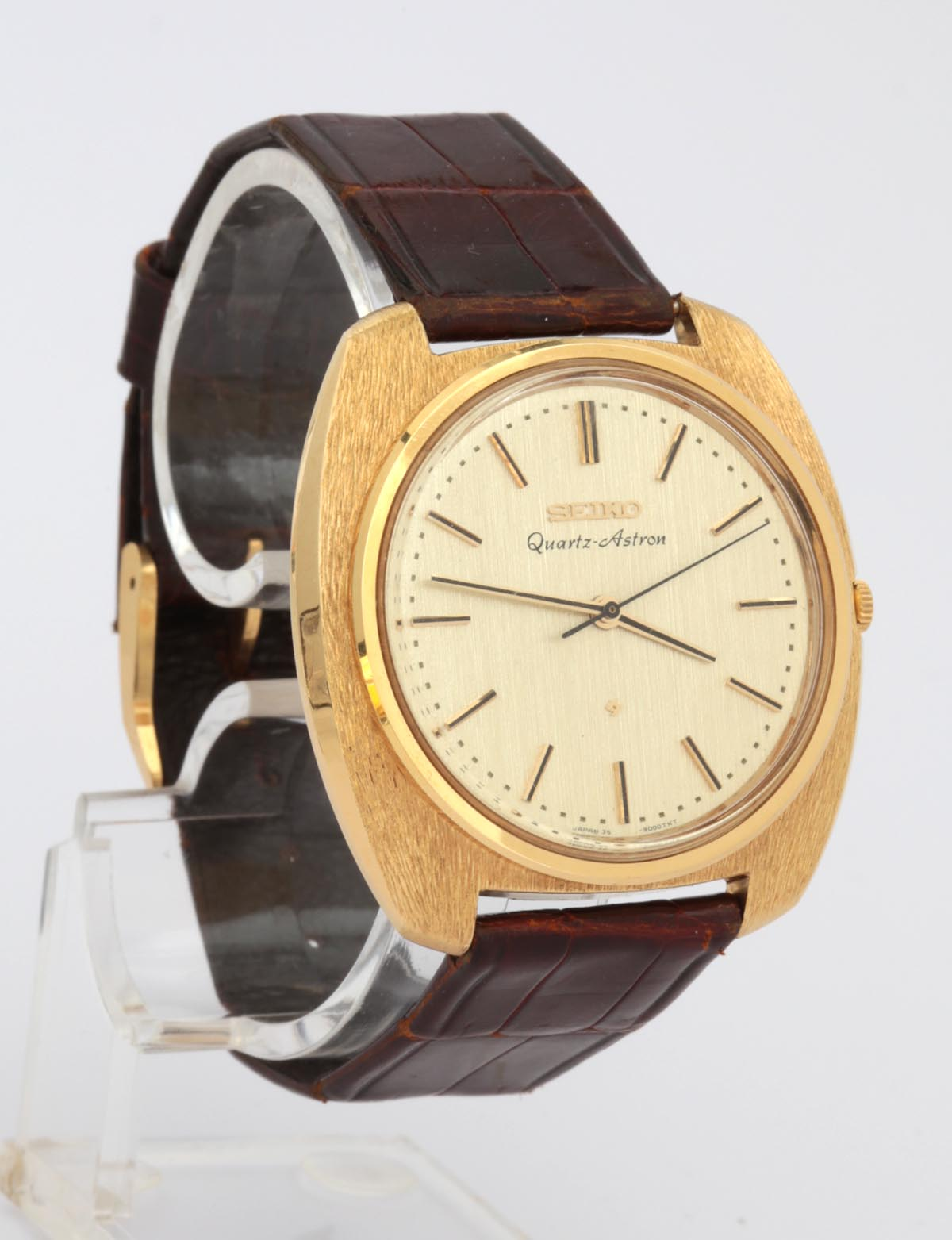
Rellotge de polsera Seiko Astron.

El rellotge Seiko Quartz Astron-35SQ, presentat l'any 1969 per l'empresa de rellotgeria japonesa Seiko, és el primer rellotge de quars del món, és a dir, que utilitza un oscil·lador de quars. Es troba a la llista IEEE Milestones dels principals avenços en enginyeria electrònica.

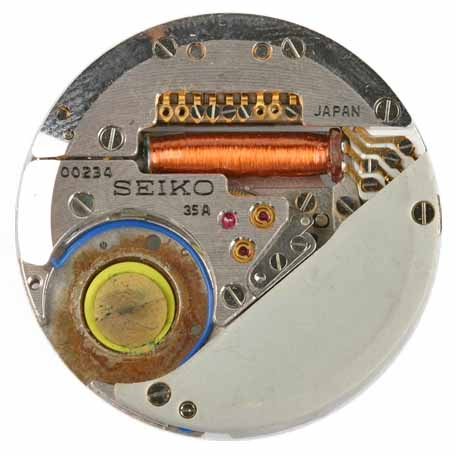
Moviment de quars de la Seiko Astron, 1969 (Deutsches Uhrenmuseum, Inv. Inv. 2010-006).

## Història
L'Astron es va presentar el 25-12-1969 a Tòquio després de deu anys d'investigació i desenvolupament a Suwa Seikosha (ara Seiko Epson), una empresa del grup Seiko. En una setmana, es van vendre cent rellotges d'or a un preu de venda al detall de 450.000 yen (1.250 $ US ), que en aquell moment era equivalent al preu d'un cotxe de mida mitjana.
Els elements essencials inclouen un oscil·lador de cristall (8.192 Hz ), un circuit integrat híbrid i un petit motor. La precisió de l'Astron és de l'ordre de ± 5 segons per mes, o un minut per any.

## 40è aniversari
El mars 2010, Seiko va presentar a la fira mundial del rellotge Baselworld una edició limitada amb motiu del quarantè aniversari del rellotge.